# 金平糖

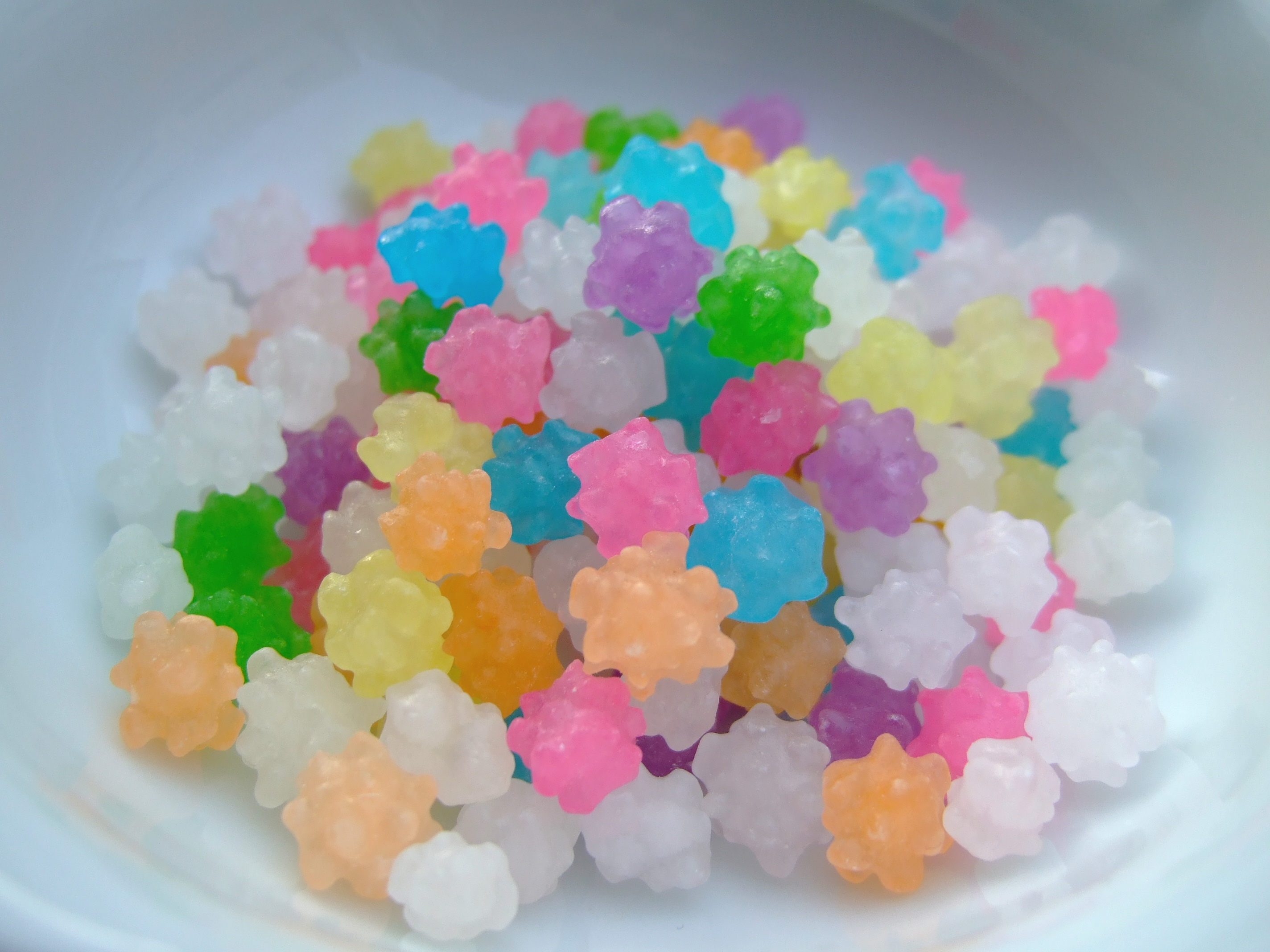
金平糖

金平糖（こんぺいとう）は、砂糖と下味のついた水分を原料にした、表面に凹凸状の突起（角状）をもつ小球形の和菓子。
金米糖、金餅糖、糖花とも表記される。語源はポルトガル語のコンフェイト（confeito [kõˈfɐjtu]、糖菓の意）。金平糖はカステラ・有平糖などとともに南蛮菓子としてポルトガルから九州や西日本へ伝えられたとされる。初めて日本に金平糖が伝わった時期については諸説あるが、戦国時代の1546年（天文15年）とも言われている。

## 製法
1. 氷砂糖に水を加えて煮詰め、蜜をつくる。
2. 回転鍋（その形から銅鑼と呼ばれる）を熱しながら、金平糖の核となるケシ粒（現在はザラメ糖が用いられることが多い）を入れて攪拌する[3]。
3. 攪拌中に飽和濃度に近い粘度の高いショ糖液（1.で作った蜜のこと）を加え、核がショ糖液で濡れた状態にする[3]。
4. 回転させながら目的の大きさと凹凸状の突起ができあがるまで、1週間から2週間以上の時間をかけて粒をゆっくり大きくする。

金平糖の突起はおおむね十数個から30個程度である。この特徴的な突起が形成される方法や数についてはまだ定説がない。蔵本・シバシンスキー式 (Kuramoto‐Sivashinsky Equation) によって定式化が試みられている。東京帝国大理科大学教授の寺田寅彦は金平糖の突起に興味を持ち、弟子の福島浩に金平糖の実験をさせた。これが金平糖に関する初めての実験とされる。
本来砂糖は湿気を嫌うことから、金平糖自体の水分含有量は極めて低くなるように作られているが、ボンボンのように焼酎を含むものも発売されている。厳密には金平糖とは異なるが、金平糖が皇室の引出物にも利用されていることにあやかって「おめでたいお菓子」と銘打っている製造元もあり、土産物として販売されている。他にもウィスキーや日本酒・梅酒などで風味を付けたものもあり、その他にも色々な風味で変化を持たせた物も存在している。

## 歴史
原型となったのは「コンフェイト」（confeito）と呼ばれるポルトガルの菓子で、「NOVO DICIONARIO DA LINGUA PORTUGUESA」によると植物の種子を芯にして砂糖の層で覆った糖衣菓子である（語源はラテン語で「用意された」を意味する「confectu」〈コンフェクトゥ〉）。
日本には戦国時代にポルトガル人が西日本に来航し、南蛮の諸文物がもたらされた。永禄12年（1569年）にキリスト教宣教師のルイス・フロイスが京都の二条城において織田信長に謁見した際に、献上物としてろうそく数本とフラスコ（ガラス瓶）に入った金平糖が差し出された。
江戸時代初期には慶長14年（1609年）に、佐賀藩の『坊所鍋島文書』に「金平糖一斤（600グラム）」が記されており、慶長18年（1613年）に平戸の松浦鎮信の病気見舞いに贈られたという。さらに、寛永14年（1637年）の長崎・平戸のオランダ商館長日記によると、ポルトガル船により「各種金平糖3000斤（1800キロ）」が運ばれており、京都などに流通して献上品として用いられていた。
寛永16年（1639年）にポルトガル船の来航が禁止されると、金平糖の輸入が途絶え、一時は出回らなくなったが、その後長崎の菓子職人が2年にわたる研究の結果、金平糖を作り出した。江戸中期には、元禄元年（1688年）に刊行された井原西鶴『日本永代蔵』の中で長崎において金平糖作成を試みる話が記されており、中国人もその製法を知っていたという。なお、西日本では佐賀藩で元禄3年（1690年）から三度に渡って贈答された事例がある。
明治時代までは裕福な家庭の菓子であった。菓子職人によって製造される金平糖を機械で大量生産する試みもみられ、多数の突起を手工ではなく機械で製造する方法などいくつかの発明が生み出された。これには日清戦争や日露戦争を通して兵隊用の非常食・携行食として保存のきく菓子が求められた背景もある。しかし、大正時代にかけてアイスクリームやチョコレートが広まると、徐々に姿を消していった。

## 利用

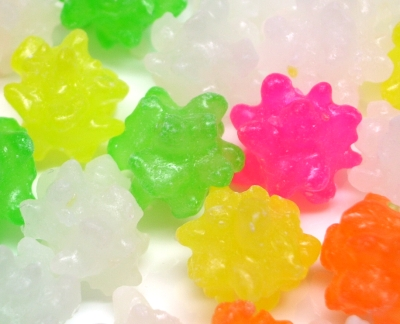
様々な色の金平糖

### 乾パンと金平糖
非常食の乾パンの缶には、氷砂糖がしばしば同梱されている。これは、帝国陸軍が軍用食を開発する際、糖分を補う目的で金米糖を乾パン（乾麺麭）と共に入れたことに由来する。
なお、金平糖入り乾パンをシベリアで試用したところ、白い金米糖は氷を連想するということで不評を買い、黄、青、ピンク、紫、緑の5色の金米糖を採用して好評を得たことから、さまざまな色の金平糖が作られるようになった。この発想を岡本かの子は絶賛した。
乾パンに金平糖を同梱する習慣は、防衛省の小型乾パンにおいても踏襲されており、仕様書では「小型乾パン一袋150gにつき、白8個、赤3個、黄2個、緑2個を標準として、15g以上を袋に納める（この金平糖の袋を、乾パンと共に同梱する）」と色ごとの標準までも定めている。

### 砂糖の代用品
主成分がグラニュー糖であるため、喫茶店などではコーヒーや紅茶用の砂糖の代用としても使用されることがある。

### 引出物
金平糖は、皇室の引出物としてボンボニエール（ボンボン菓子入れ）が供される際に用いられる。1894年頃にはすでにボンボニエールに金平糖を入れていたとされる。一般人の間でも、引出物として結婚や出産などの慶祝用途や、神社や寺で祈祷した際の授与品の一部として利用される。

## 数え歌
昔から子供には人気のある菓子で、いわゆる「数え歌」の1番目の品物として登場する。金平糖は「甘い」と連想され、それ以降は砂糖・雪・ウサギ・カエル・葉っぱ……など味・色・行動・形状などの要素をもとにした連想が続く。